# Adattamenti dei romanzi e racconti di H.P. Lovecraft
Questo è l'elenco degli adattamenti cinematografici, film televisivi ed episodi di serie televisive tratti dai romanzi e racconti di Howard Phillips Lovecraft.
| Anno | Film                                                                        | Opera da cui è tratto                                                                        | Note                                |
| ---- | --------------------------------------------------------------------------- | -------------------------------------------------------------------------------------------- | ----------------------------------- |
| 1963 | La città dei mostri (The Haunted Palace)                                    | Dal romanzo Il caso di Charles Dexter Ward                                                   |                                     |
| 1965 | La morte dall'occhio di cristallo (Die, Monster, Die!)                      | Dal racconto Il colore venuto dallo spazio                                                   |                                     |
| 1967 | La porta sbarrata (The Shuttered Room)                                      | Dal racconto La stanza sbarrata                                                              |                                     |
| 1968 | Black Horror - Le messe nere (Curse of the Crimson Altar)                   | Dal racconto I sogni nella casa stregata                                                     | Autore non accreditato              |
| 1970 | Le vergini di Dunwich (The Dunwich Horror)                                  | Dal racconto L'orrore di Dunwich                                                             |                                     |
| 1971 | "Pickman's Model", episodio della serie Mistero in galleria (Night Gallery) | Dal racconto Il modello di Pickman                                                           | Episodio televisivo                 |
| 1971 | "Cool Air", episodio della serie Mistero in galleria (Night Gallery)        | Dal racconto Aria fredda                                                                     | Episodio televisivo                 |
| 1979 | L'isola degli uomini pesce                                                  | Liberamente ispirato al racconto La maschera di Innsmouth                                    | Autore non accreditato              |
| 1980 | Paura nella città dei morti viventi                                         | Liberamente ispirato ai racconti L'orrore di Dunwich, Il prete malvagio e altre storie       |                                     |
| 1980 | The Music of Erich Zann                                                     | La musica di Erich Zann                                                                      | Cortometraggio                      |
| 1981 | ...e tu vivrai nel terrore! - L'aldilà                                      | Liberamente ispirato a I sogni nella casa stregata e atre                                    |                                     |
| 1981 | Quella villa accanto al cimitero                                            | Liberamente ispirato al racconto Il caso di Charles Dexter Ward                              |                                     |
| 1981 | Pickman's Model                                                             | Dal racconto Il modello di Pickman                                                           | Cortometraggio                      |
| 1982 | La chiave d'argento                                                         | Dal racconto La chiave d'argento                                                             | Film televisivo                     |
| 1982 | "La cosa sulla soglia", episodio della serie Il fascino dell'insolito       | Dal racconto The Thing on the Door Step                                                      | Episodio televisivo                 |
| 1985 | Re-Animator (Re-Animator)                                                   | Dal racconto Herbert West, rianimatore                                                       |                                     |
| 1986 | From Beyond - Terrore dall'ignoto (From Beyond)                             | Dal racconto Dall'ignoto                                                                     |                                     |
| 1987 | La fattoria maledetta (The Curse)                                           | Dal racconto Il colore venuto dallo spazio                                                   | Autore non accreditato              |
| 1987 | The Testimony of Randolph Carter                                            | Dal racconto La dichiarazione di Randolph Carter                                             |                                     |
| 1988 | Epikindyni zoni                                                             | N.D.                                                                                         | Cortometraggio                      |
| 1988 | La creatura (The Unnamable)                                                 | Dal racconto L'innominabile                                                                  |                                     |
| 1988 | Pulse Pounders                                                              | Dal racconto Il prete malvagio                                                               |                                     |
| 1989 | Dark Heritage                                                               | Dal racconto La paura in agguato                                                             | Autore non accreditato              |
| 1990 | Bride of reanimator (Re-Animator 2)                                         | Vagamente ispirato a Herbert West, rianimatore                                               | Sequel del film del 1985            |
| 1991 | The Resurrected                                                             | Dal romanzo Il caso di Charles Dexter Ward                                                   |                                     |
| 1992 | La mansión de los Cthulhu                                                   | Nessuno                                                                                      |                                     |
| 1992 | Insumasu o ouu Kage                                                         | Dal romanzo La maschera di Innsmouth                                                         | Film televisivo                     |
| 1992 | The Unnamable II: The Statement of Randolph Carter                          | Dal racconto La dichiarazione di Randolph Carter                                             | Sequel del film del 1988            |
| 1993 | The Outsider                                                                | Dal racconto L'estraneo                                                                      | Cortometraggio                      |
| 1993 | Necronomicon                                                                | Dai racconti I ratti nei muri, Aria fredda e Colui che sussurrava nelle tenebre              |                                     |
| 1994 | The Outsider                                                                | Dal racconto L'estraneo                                                                      | Cortometraggio                      |
| 1994 | Lurking Fear                                                                | Dal racconto La paura in agguato                                                             |                                     |
| 1994 | Il seme della follia                                                        | Liberamente ispirato a molti racconti                                                        |                                     |
| 1995 | Castle Freak                                                                | Liberamente ispirato al racconto L'estraneo                                                  |                                     |
| 1996 | Calls for Cthulhu                                                           | Molto liberamente tratto dal racconto Il richiamo di Cthulhu                                 | Cortometraggio uscito in home video |
| 1997 | The Hound                                                                   | Dal racconto Il cane                                                                         | Cortometraggio                      |
| 1997 | From Beyond                                                                 | Dal racconto Dall'ignoto                                                                     | Cortometraggio                      |
| 1997 | Hemoglobin - Creature dell'inferno (Bleeders)                               | Dal racconto La paura in agguato                                                             | Autore non accreditato              |
| 1998 | The Outsider                                                                | Dal racconto L'estraneo                                                                      | Cortometraggio                      |
| 1998 | Out of Mind: The Stories of H.P. Lovecraft                                  | N.D.                                                                                         | Film televisivo                     |
| 1999 | Kuro no dansho                                                              | N.D.                                                                                         | Uscito in home video                |
| 1999 | Return to Innsmouth                                                         | Dal romanzo La maschera di Innsmouth                                                         | Cortometraggio uscito in home video |
| 1999 | Cool Air                                                                    | Dal racconto Aria fredda                                                                     | Cortometraggio                      |
| 2000 | Cthulhu                                                                     | N.D.                                                                                         |                                     |
| 2000 | Chilean Gothic                                                              | Dal racconto Il modello di Pickman                                                           |                                     |
| 2000 | Rough Magik                                                                 | N.D.                                                                                         | Cortometraggio televisivo           |
| 2001 | Le peuple ancien                                                            | Dal racconto La razza antichissima                                                           | Cortometraggio                      |
| 2001 | Nyarlathotep                                                                | Dal racconto Nyarlathotep                                                                    | Cortometraggio                      |
| 2001 | Dagon - La mutazione del male (Dagon)                                       | Liberamente ispirato al racconto Dagon e al romanzo La maschera di Innsmouth                 |                                     |
| 2001 | Corpse-O-Rama                                                               | N.D.                                                                                         | Uscito in home video                |
| 2001 | Maelstrom - il Figlio dell'Altrove (Unknown Beyond)                         | Dal racconto Dall'ignoto                                                                     | Uscito in Home video                |
| 2002 | The Music of Erica Zann                                                     | Dal racconto La musica di Erich Zann                                                         |                                     |
| 2002 | The Evil Clergymen                                                          | Dal racconto Il prete malvagio                                                               | Cortometraggio                      |
| 2003 | The Picture in the House                                                    | Dal racconto L'illustrazione nella casa                                                      | Cortometraggio                      |
| 2003 | An Imperfect Solution: A Tale of the Re-Animator                            | Dal racconto Herbert West, rianimatore                                                       | Cortometraggio                      |
| 2003 | Beyond Re-Animator (Re-Animator 3)                                          | Liberamente ispirato al racconto Herbert West, rianimatore                                   | Sequel del film del 1990            |
| 2003 | The Thing on the Doorstep                                                   | Dal racconto La cosa sulla soglia                                                            |                                     |
| 2003 | The Dream-Quest of Unknown Kadath                                           | Dal romanzo La ricerca onirica dello sconosciuto Kadath                                      |                                     |
| 2003 | Pickman's Model                                                             | Dal racconto Il modello di Pickman                                                           | Cortometraggio                      |
| 2003 | La casa sfuggita                                                            | Dal racconto La casa stregata                                                                | Uscito in home video                |
| 2005 | HPLHS’s Call of Cthulhu                                                     | Dal racconto Il richiamo di Cthulhu                                                          | Cortometraggio                      |
| 2005 | La casa delle Strege episodio della serie Masters of Horror                 | Dal racconto I sogni nella casa stregata                                                     | Episodio televisivo                 |
| 2006 | Beyond the Wall of Sleep                                                    | Dal racconto Oltre il muro del sonno                                                         |                                     |
| 2007 | The tomb                                                                    | Dal racconto la Tomba                                                                        |                                     |
| 2007 | Chill                                                                       | Dal racconto Aria fredda                                                                     |                                     |
| 2007 | H. P. Lovecraft’s Dunwich horror and other stories                          | Dai racconti La ricorrenza, L'orrore di Dunwich e L'illustrazione nella casa                 | Cortometraggio                      |
| 2007 | Cthulhu                                                                     | Liberamente ispirato al raccomto La maschera di Innsmouth                                    |                                     |
| 2007 | House of Re-Animator (Re-Animator 4)                                        | Liberamente ispirato al racconto Herbert West, rianimatore                                   | Film Cancellato                     |
| 2008 | Colour form the Dark                                                        | Dal racconto Il colore venuto dallo spazio                                                   |                                     |
| 2008 | The Dunwich horror                                                          | Dal racconto L'orrore di Dunwich                                                             |                                     |
| 2008 | Re-animator: 1942                                                           | Dal racconto Herbert West, rianimatore                                                       | Cortometraggio                      |
| 2010 | Die Farbe                                                                   | Dal racconto Il colore venuto dallo spazio                                                   |                                     |
| 2010 | Island of Re-Animator (Re-Animator 5)                                       | Liberamente ispirato al racconto Herbert West, rianimatore.                                  | Film Cancellato                     |
| 2011 | The Whisperer in Darkness                                                   | Dal racconto Colui che sussurrava nelle tenebre                                              |                                     |
| 2013 | Reanimator: Begins (Re-Animator 6)                                          | Dal racconto Herbert West, rianimatore                                                       | Film cancellato                     |
| 2013 | Banshee Chapter - I files segreti della CIA                                 | Liberamente ispirato al racconto Dall'ignoto                                                 |                                     |
| 2014 | Pickman’s Model                                                             | Dal racconto Il modello di Pickman                                                           | Cortometraggio animato              |
| 2016 | Virus: Extreme Contamination                                                | Liberamente ispirato al racconto Il colore venuto dallo spazio                               |                                     |
| 2016 | H. P. Lovecraft’s Beas in the Cave                                          | Dal racconto La Bestia nella caverna                                                         | Cortometraggio                      |
| 2016 | The Mountains of Madness                                                    | Dal racconto le montagne della follia                                                        | Cortometraggio animato              |
| 2016 | The Void: il vuoto                                                          | Liberamente ispirato al racconto L'orrore di Dunwich e ad altre storie                       |                                     |
| 2017 | Herbert West: Re-Animator                                                   | Dal racconto Herbert West, rianimatore                                                       |                                     |
| 2018 | Il colore venuto dallo spazio                                               | Dal racconto Il colore venuto dallo spazio                                                   |                                     |
| 2020 | The deep ones                                                               | Liberamente ispirato al racconto La maschera di Innsmouth                                    |                                     |
| 2020 | Castle Freak                                                                | Liberamente ispirato ai racconti L'estraneo eL'orrore di Dunwich                             | Remake del film del 1995            |
| 2020 | The Empty Man                                                               | Liberamente ispirato ai racconti Il richiamo di Cthulhu, L'abitatore del buio e Nyarlathotep |                                     |
| 2021 | The Resonator: Miskatonic U                                                 | Dal racconto Dall'ignoto                                                                     |                                     |
| 2022 | Beyond the Resonator                                                        | Dai Racconti Dall'ignoto e Herbert West, rianimatore                                         | Sequel                              |
| 2022 | Curse of the Resonator                                                      | Liberamente ispirato ai Racconti Dall'ignoto e Herbert West, rianimatore                     | Sequel                              |
| 2022 | The Pine Creepers                                                           | Liberamente Ispirato al racconto Il modello di Pickman e altre storie                        | Cortometraggio animato              |
| 2022 | Il Modello Di Pickman, episodio di The Cabinet of Curiosities               | Dal racconto Il modello di Pickman                                                           | Episodio televisivo                 |
| 2022 | I sogni nella casa stregata, episodio di The Cabinet of Curiosities         | Dal racconto I sogni nella casa stregata                                                     | Episodio televisivo                 |
| 2022 | Venus                                                                       | Dal racconto I sogni nella casa stregata                                                     |                                     |
| 2023 | Suitable Flesh                                                              | Dal racconto La cosa sulla soglia                                                            |                                     |
| 2023 | The Worm                                                                    | Liberamente Ispirato a varie storie                                                          | Cortometraggio animato              |
| 2024 | Unspeakable: Beyond The Wall of Sleep                                       | Dal racconto Oltre il muro del sonno                                                         |                                     |
| 2025 | The Devil’s rock                                                            | Ispirato a varie storie                                                                      | Cortometraggio animato              |
| N.D. | Il richiamo di Cthulhu di James Wan                                         | Dal racconto Il richiamo di Cthulhu                                                          | Film in produzione                  |
| N.D. | L'orrore di Dunwich di Richard Stanley                                      | Dal racconto L'orrore di Dunwich                                                             | Film in produzione                  |
| N.D. | Adattamento anonimo di Richard Stanley                                      |                                                                                              | non ancora in produzione            |
| N.D. | Le montagne della follia di Guillermo del Toro                              | Dal racconto Alle montagne della follia                                                      | non ancora in produzione            |